# Miriada
Miriada (μῡριάς, dop. μῡριάδος) – grecki liczebnik główny, oznaczający liczbę 10 000.
W liczbie mnogiej używany do wskazania bardzo dużej liczby, niepoliczalnej ilości, np. miriady gwiazd, ludzi, zwierząt.